# So Rare
"So Rare" is een popsong uitgebracht door componist Jerry Herst en tekstschrijver Jack Sharpe. Het werd een hit voor Jimmy Dorsey in 1957.
De versie van Carl Ravell and his Orchestra, een sessie van 4 Juni 1937, zou de eerste opname van dit lied zijn, hoewel het niet duidelijk is welke versie het eerst uitgebracht is. De eerste populaire versies van "So Rare" waren de releases in 1937 door "Guy Lombardo and his Royal Canadians" en "Gus Arnheim and his Coconut Grove Orchestra".
Voordat het opgenomen of uitgebracht werd, heeft Fred Astaire "So Rare" gezongen in zijn radio show The Packard Hour. Het was door de herinnering van Jess Oppenheimer, een toenmalige scenarist van de show, die het lied aanbeval in naam van zijn vriend Jerry Herst, een toenmalig "talentvolle liedjesschrijver". Volgens Oppenheimer, leidde dit tot het oppikken van het nummer "So Rare" door een "uitgever die het in het programma had gehoord".
Sinds 1937 werd "So Rare" opgenomen door verschillende artiesten, het werd echter een late-loopbaan hit voor Jimmy Dorsey in 1957, met een nummer 2 notering in Billboard magazine's hitlijst, en een nr 4 notering in de R&B singles hitlijst. Opgenomen op 11 november 1956 en uitgebracht op het Cincinnati label Fraternity, Jimmy Dorsey's versie, dat een opmerkelijke Rhythm-and-blues beat had in tegenstelling met de vroegere versies, hield de hoogste hitlijstnotering gebracht door een Big-band gedurende de eerste decade van het Rock-'n-roll tijdperk. Op het platenlabel stond "Jimmy Dorsey with Orchestra and Chorus" als uitvoerders, de zangstemmen zijn van de Artie Malvin Singers. Billboard gaf het de 5de plaats voor 1957.